# Klasztor Wizytek w Montbrison
Klasztor Wizytek w Montbrison – wzniesiony w XVIII wieku. Od 1964 roku posiada status monument historique, w kategorii classé (zabytek o znaczeniu krajowym).

## Lokalizacja
Klasztor zlokalizowany jest przy 12 rue du Palais de Justice w miejscowości Montbrison, w departamencie Loara, w regionie Owernia-Rodan-Alpy. Budynek zajmowany jest obecnie przez sąd.

## Historia
W 1634 roku radni Montbrison podjęli uchwałę by sprowadzić do miasta Wizytki z Saint-Etienne w celu utworzenia szkoły. Urszulanki z Montbrison nie były w stanie zaspokoić potrzeb miasta w tym zakresie. W 1642 roku sześć Wizytek przybyło do miasta. W 1670 roku zakon rozpoczął budowę klasztoru. Wzniesiono duży budynek główny z dachem w kształcie kadłuba statku (architekt Durand Aubert z Montbrisonnais) został zbudowany wzdłuż rue du Palais de Justice. Wewnętrzy, nieistniejący krużganek (1685) znajdował się na zachód. Następnie wybudowano budynki klasztorne (graniczą z obecną rue des Visitandines).
W 1701 roku z inicjatywy matki przełożonej Marii Elżbiety de Ponchon wybudowano kościół. Architektem był Martin de Noinvill z Dijon.
Wizytki użytkowały budynki od 1642 do 1790 roku. Śluby złożyło 199 sióstr. W czasie rewolucji francuskiej uwieszono tu Pałac Sprawiedliwości, żandarmerię i więzienie.
Renowację klasztoru Wizytek przeprowadzono w latach 1981–1982 i 1992–1993.

## Opis

### Kościół Sainte-Marie
Do głównych drzwi kościoła prowadziły szerokie, proste schody o 25 stopniach, podzielone podestami. Zostały rozebrane w XX wieku. Drzwi główne, utrzymane w stylu greckim, flankowane są przez dwie kolumny z korynckimi kapitelami podtrzymującymi fryz, zwieńczone są trójkątnym frontonem. Drzwi są ozdobione rzeźbami. Pochodzą z początku XVIII wieku.
Kościół zwieńczony jest kopułą. W 1870 roku został przebudowany, lecz w latach 70. XX wieku podczas renowacji przywrócono pierwotny kształt. Kościół składał się z jednej nawy ozdobionej pilastrami w stylu greckim. Apsydę zajmował duży ołtarz zwieńczony kolumnami. Świetlik pokryty był pozłacanym ołowiem, w 1717 roku, Jean Jourjon z Saint-Etienne zainstalował zegar.

### Sala Sądu Przysięgłych
W 1790 roku kościół przekształcono na siedzibę sądu karnego, a następnie asesyjnego. Ze względów na akustykę dobudowano sufit zasłaniający kopułę. Ściany podzielone zostały na panele, ozdobione malowidłami trompe-l'oeil przez Giovanniego Zacchero. Na panelach umieszczono wizerunki symboli sądowych: miecze, wagi, wiązki liktorów.
Na ścianach dawnej nawy znajdują się napisy łacińskie i herby trzech najważniejszych miast departamentu. Sala była siedzibą Sądu Loary do 1968 roku.
Sala zachowała dawny wystrój i meble z 1840 roku.
Kapitularz klasztoru Wizytek jest siedzibą sądu rejonowego. Zachowała się tu sztukateria w stylu Ludwika XV.
Zachowały się malowane w XVII na ścianach klasztoru napisy–cytaty ze Starego Testamentu. Wykonane są w technice grisaille, oprawione w motywy kwiatowe lub symbole religijne.
Przy rue des Visitandines, w pobliżu starej bramy wjazdowej do więzienia, zachowała się studnia z XVI wieku z narożnymi kolumnami. Na pierwszym piętrze budynku bramnego umieszczono dzwon kościoła Sainte-Marie.
Dawny dziedziniec więzienny został przekształcony w taras z widokiem na dzielnicę Madeleine i równinę Forez. Pośrodku dziedzińca znajdował się budynek, który uważano za kaplicę. Od momentu przekształcenia klasztoru w więzienie, budynek przeznaczono na cele śmierci. Dwie ostatnie egzekucje odbyły się w 1948 roku.

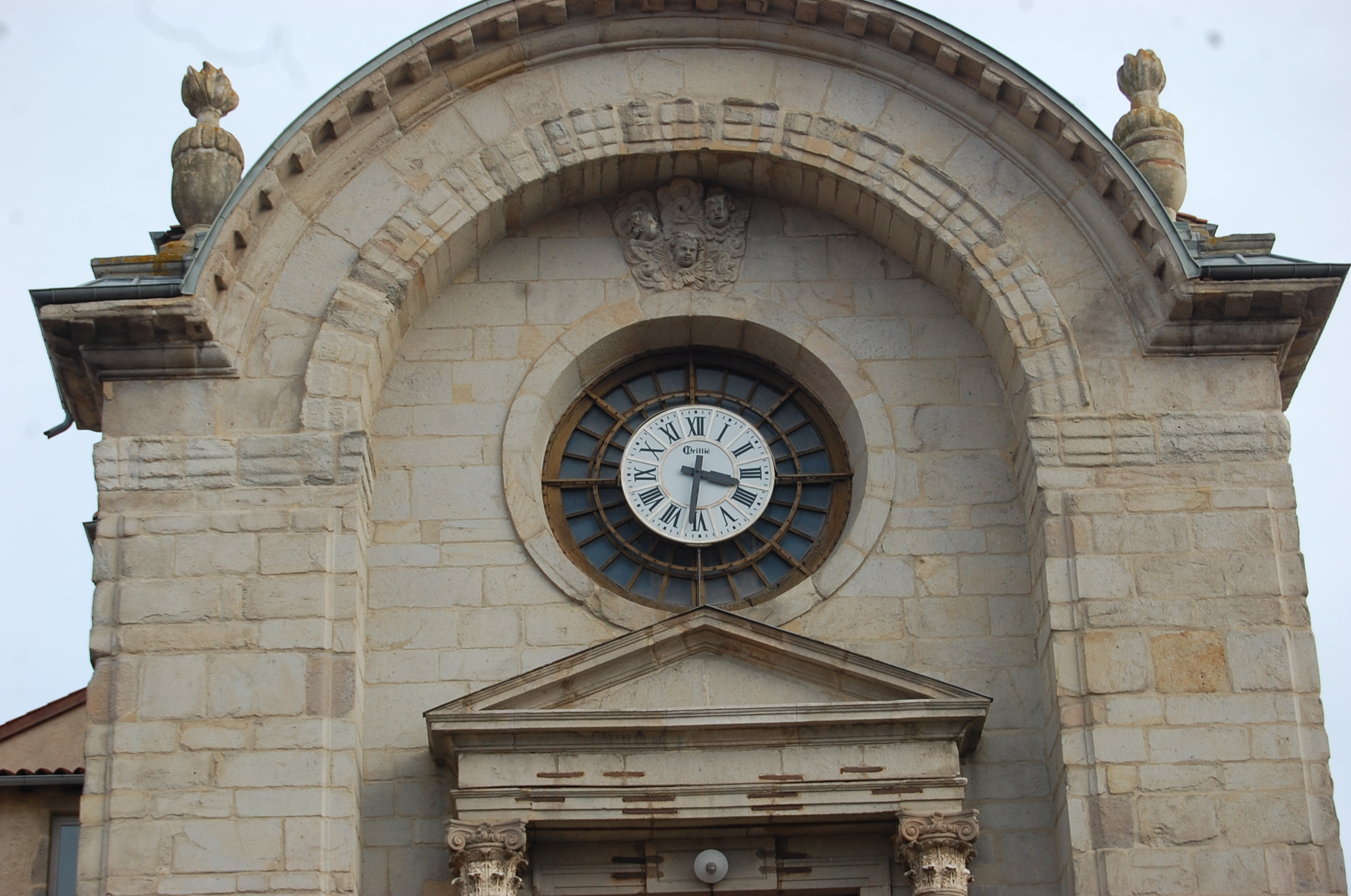
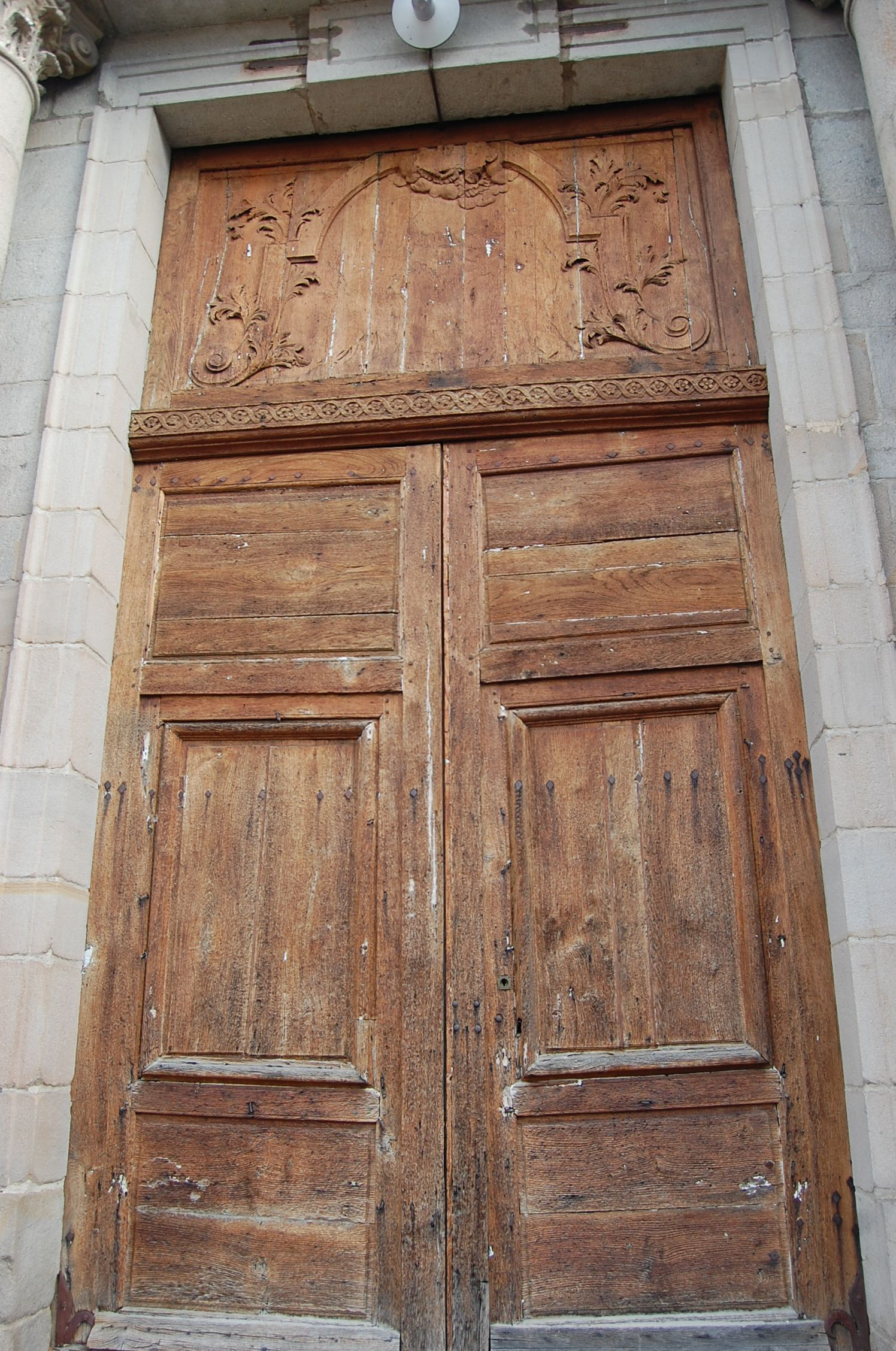
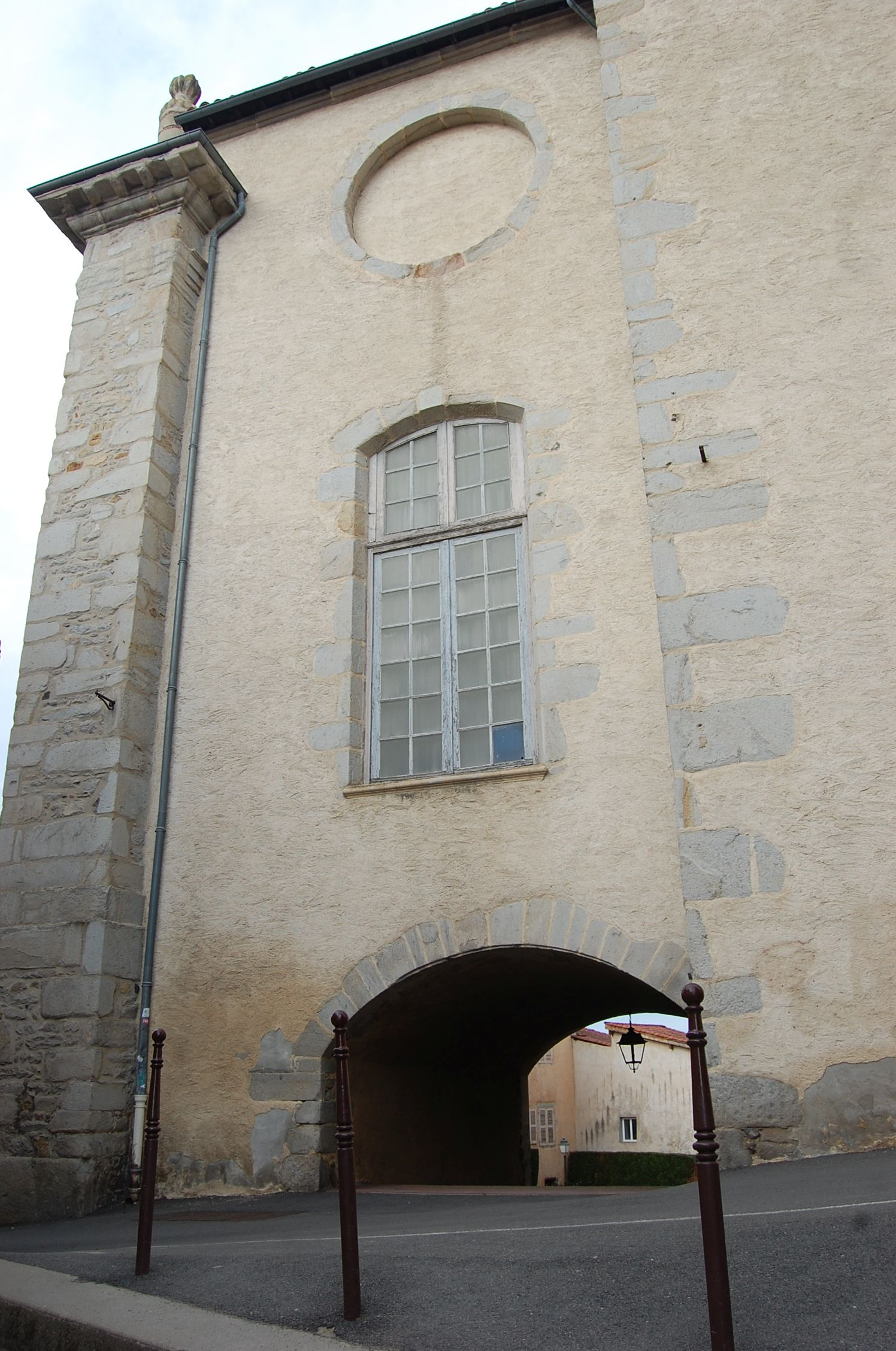
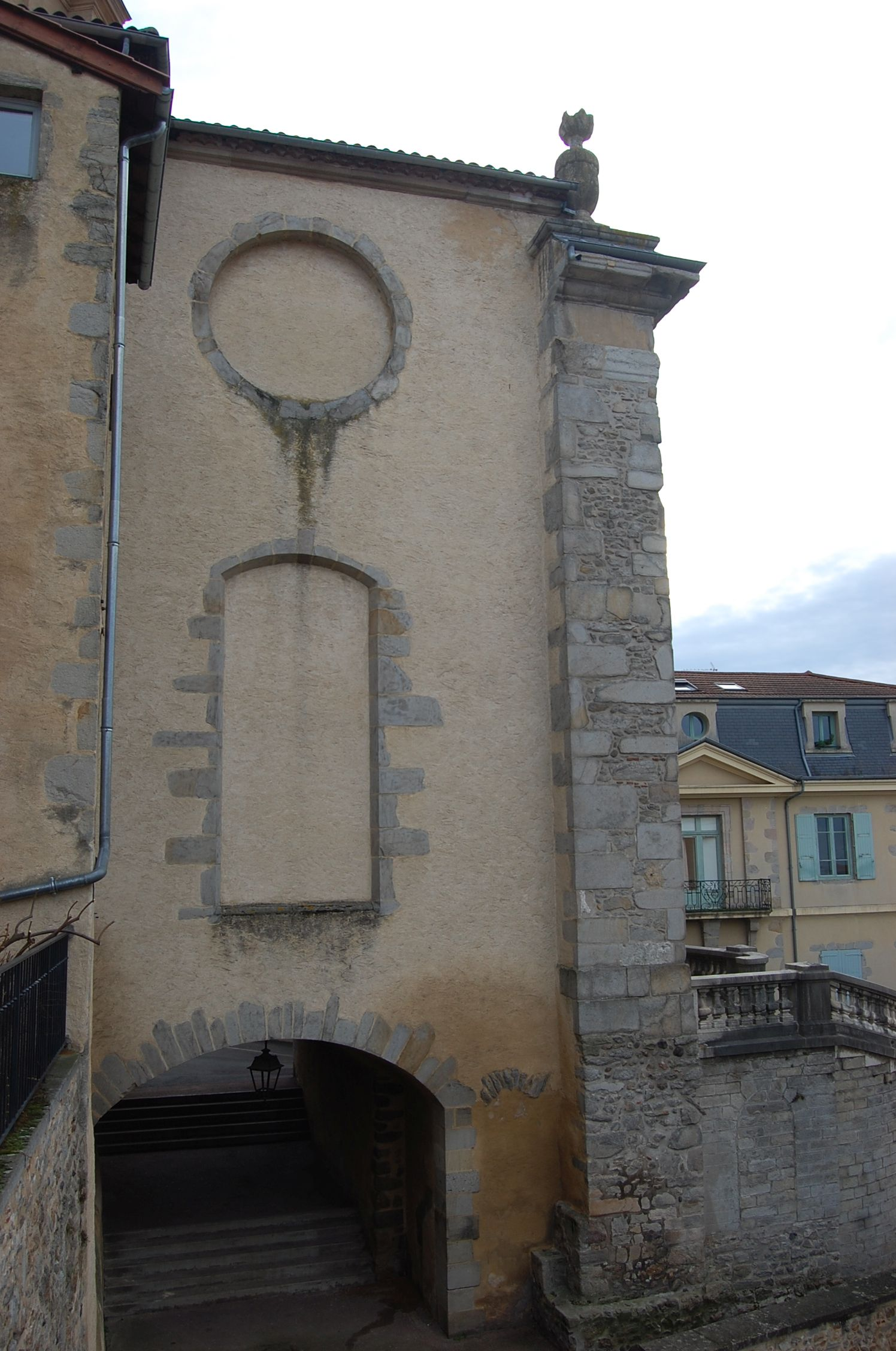
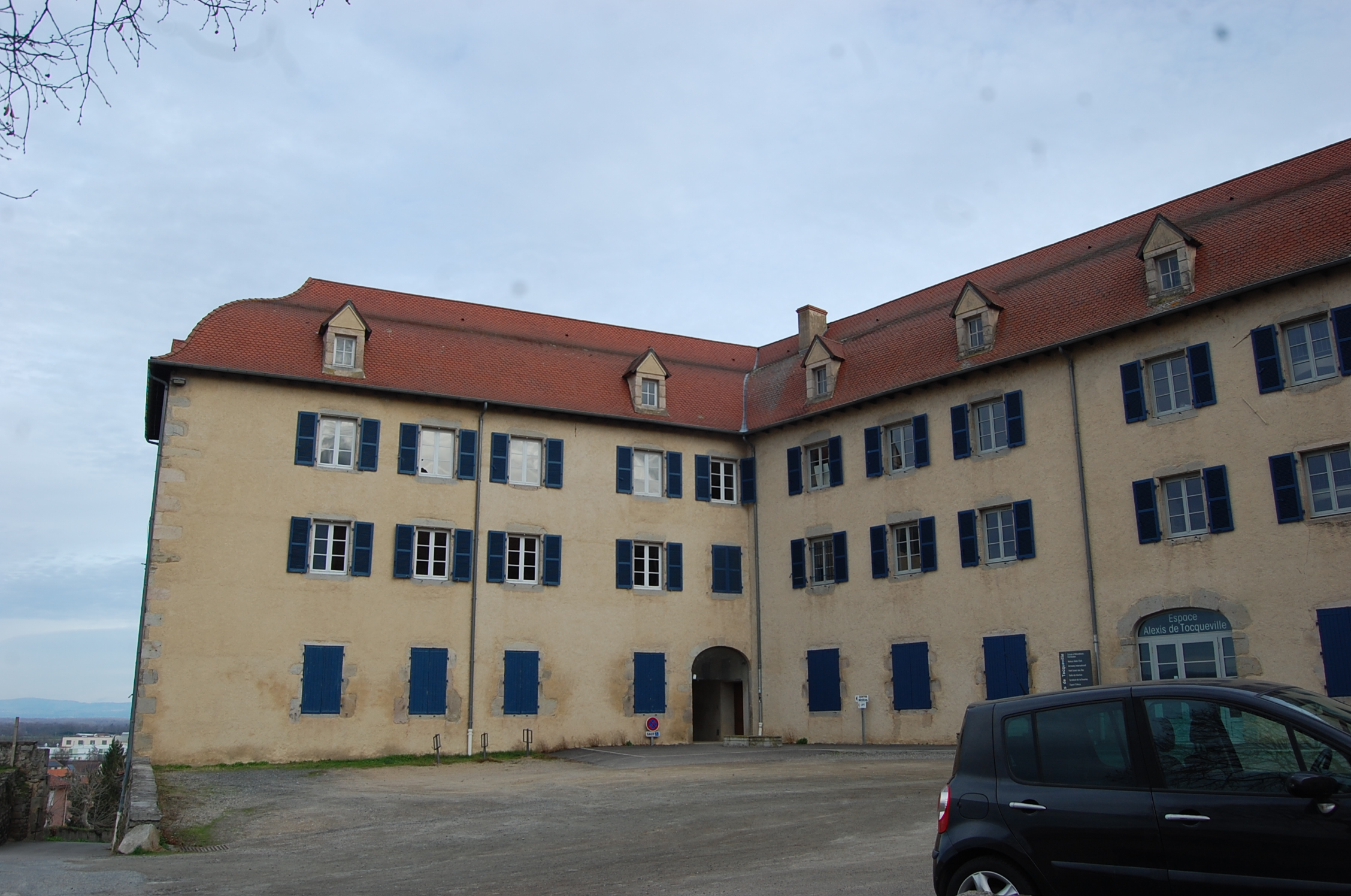
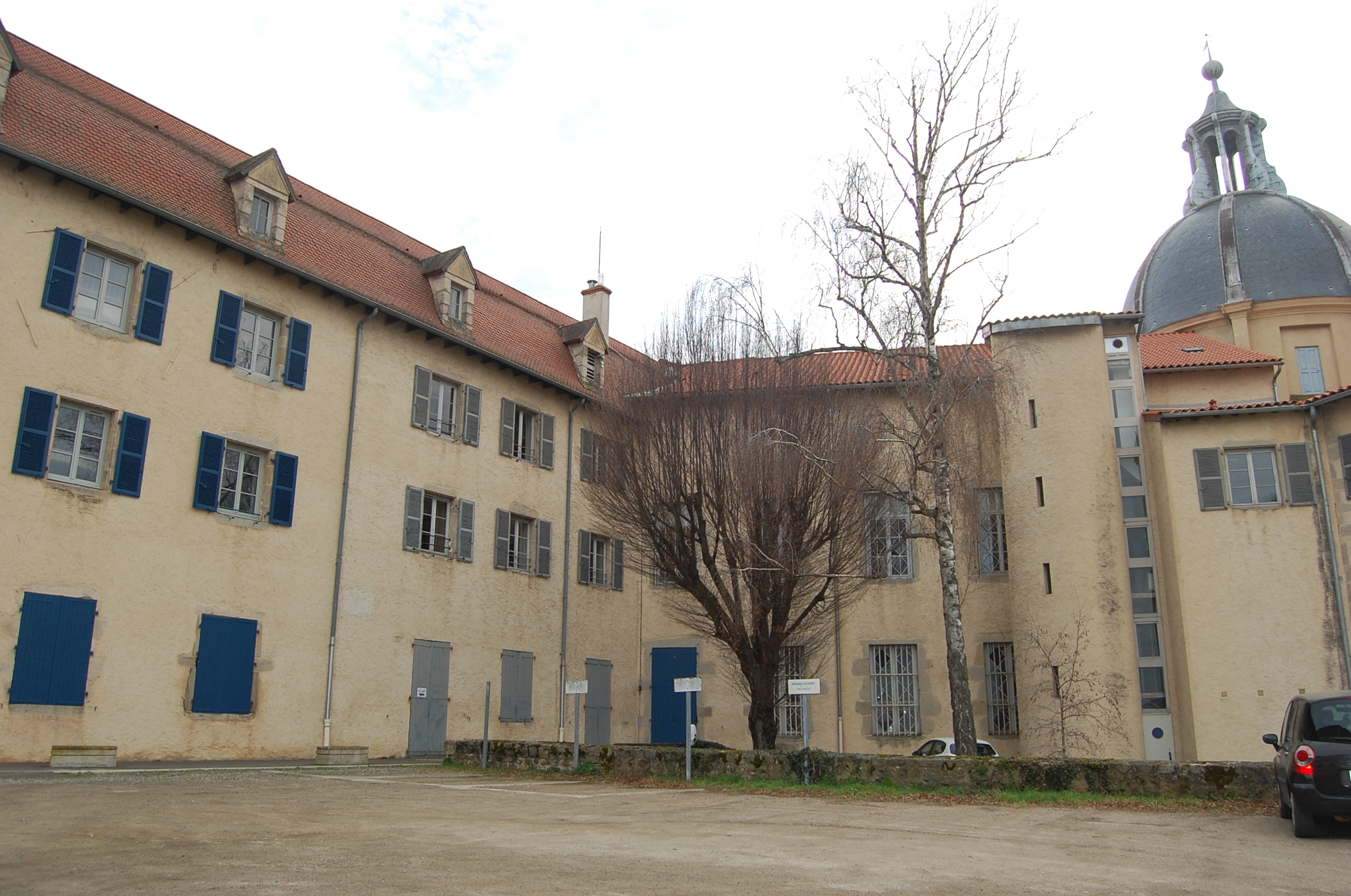
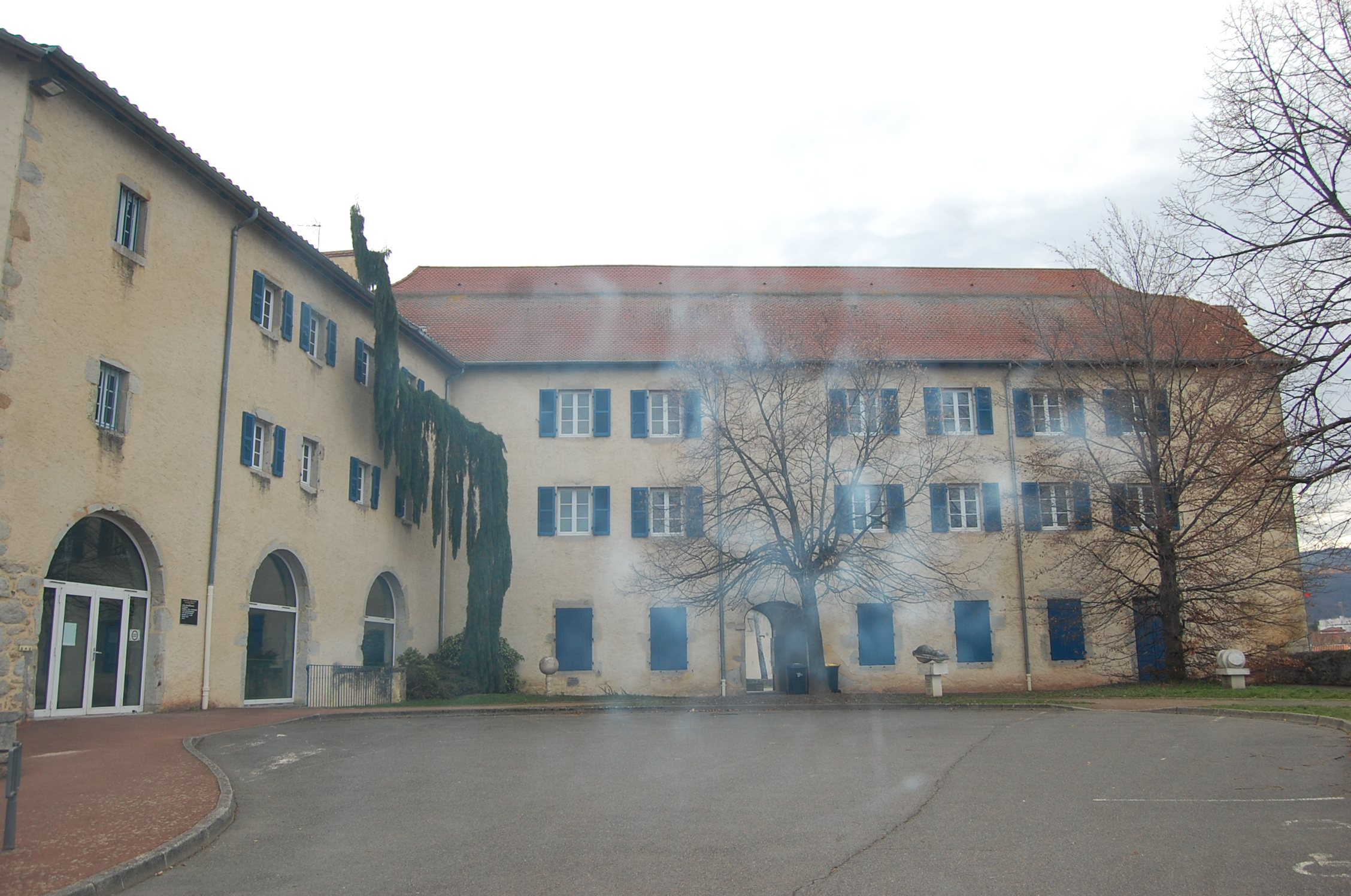
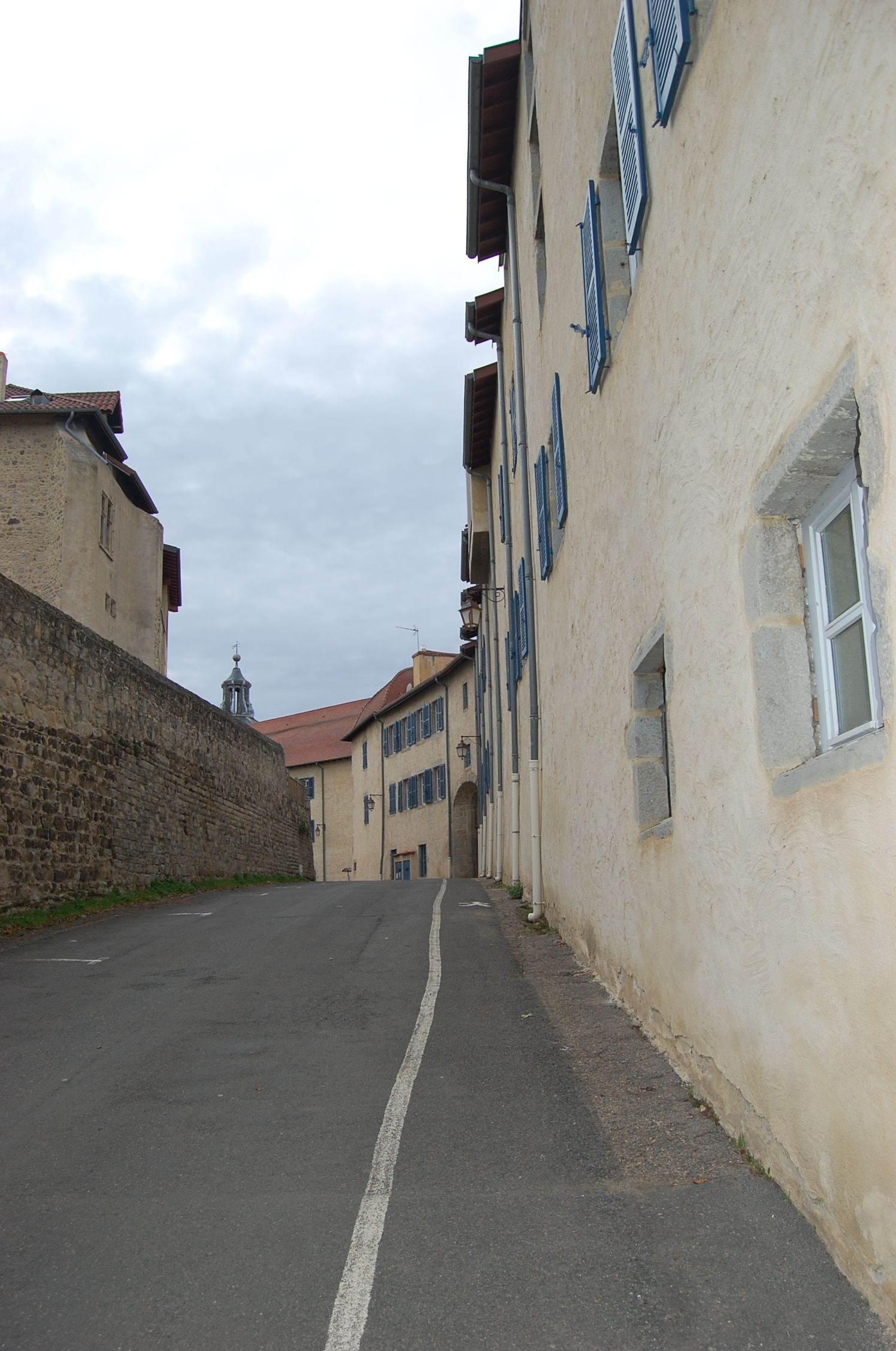
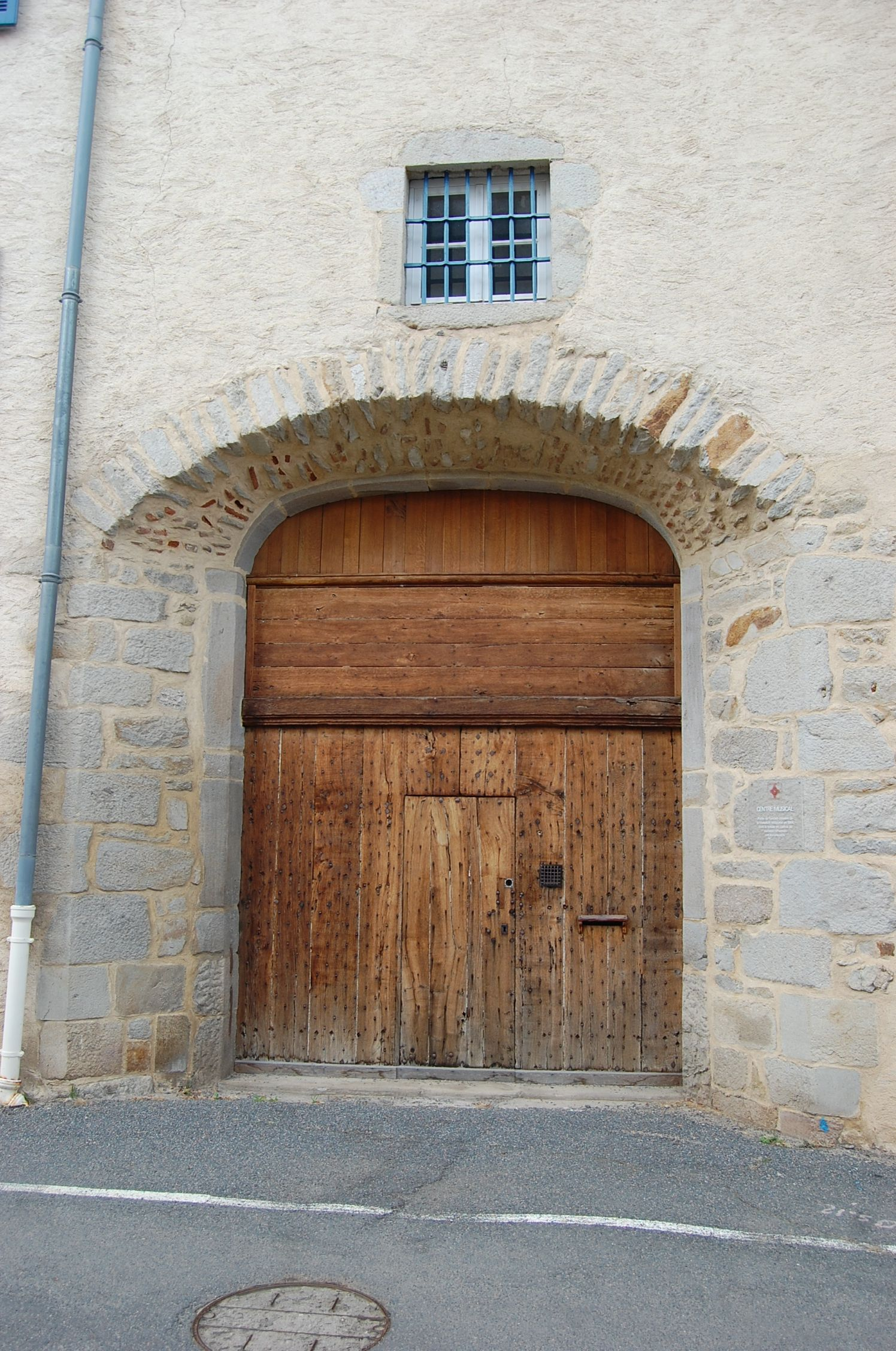
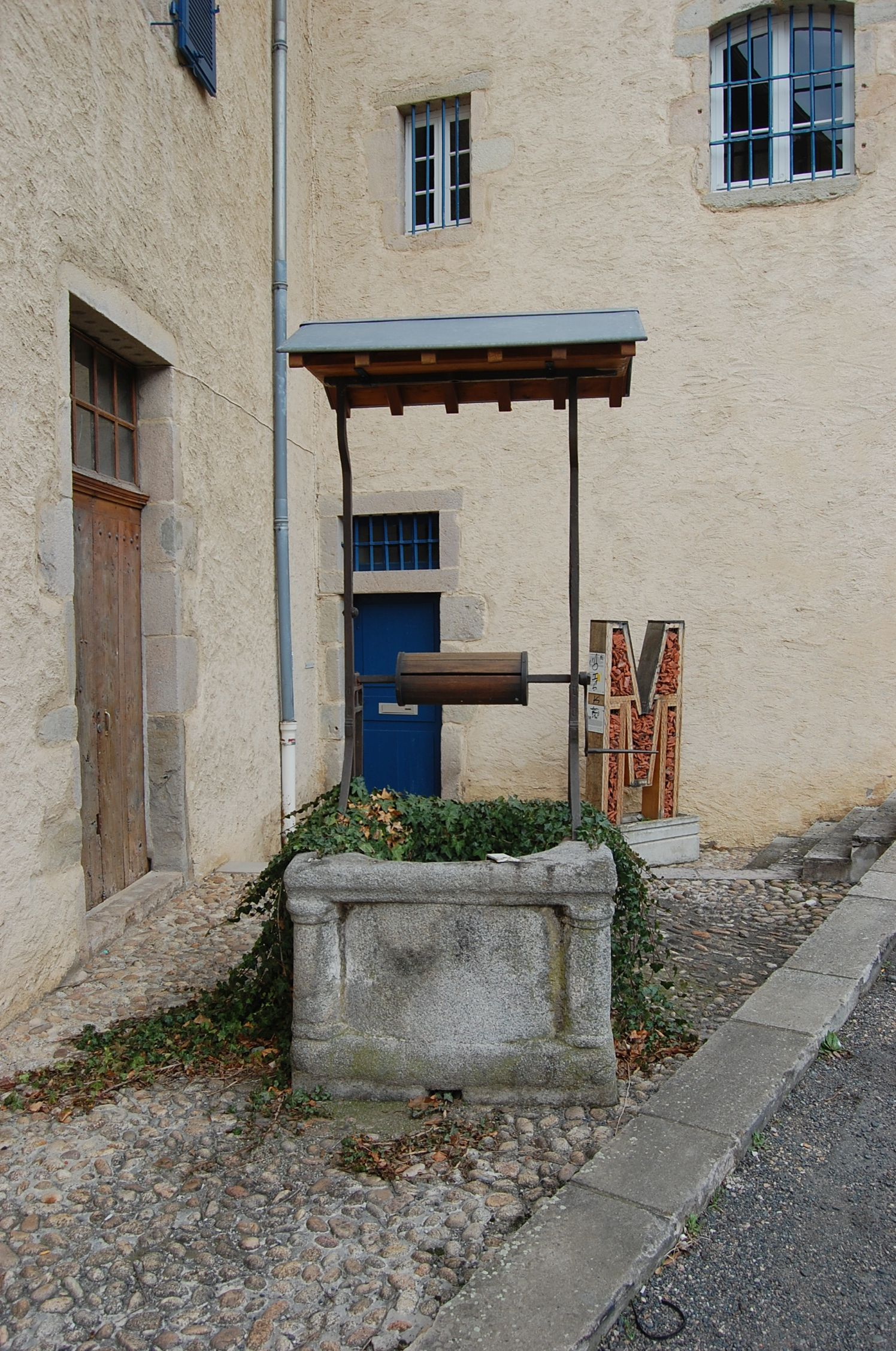
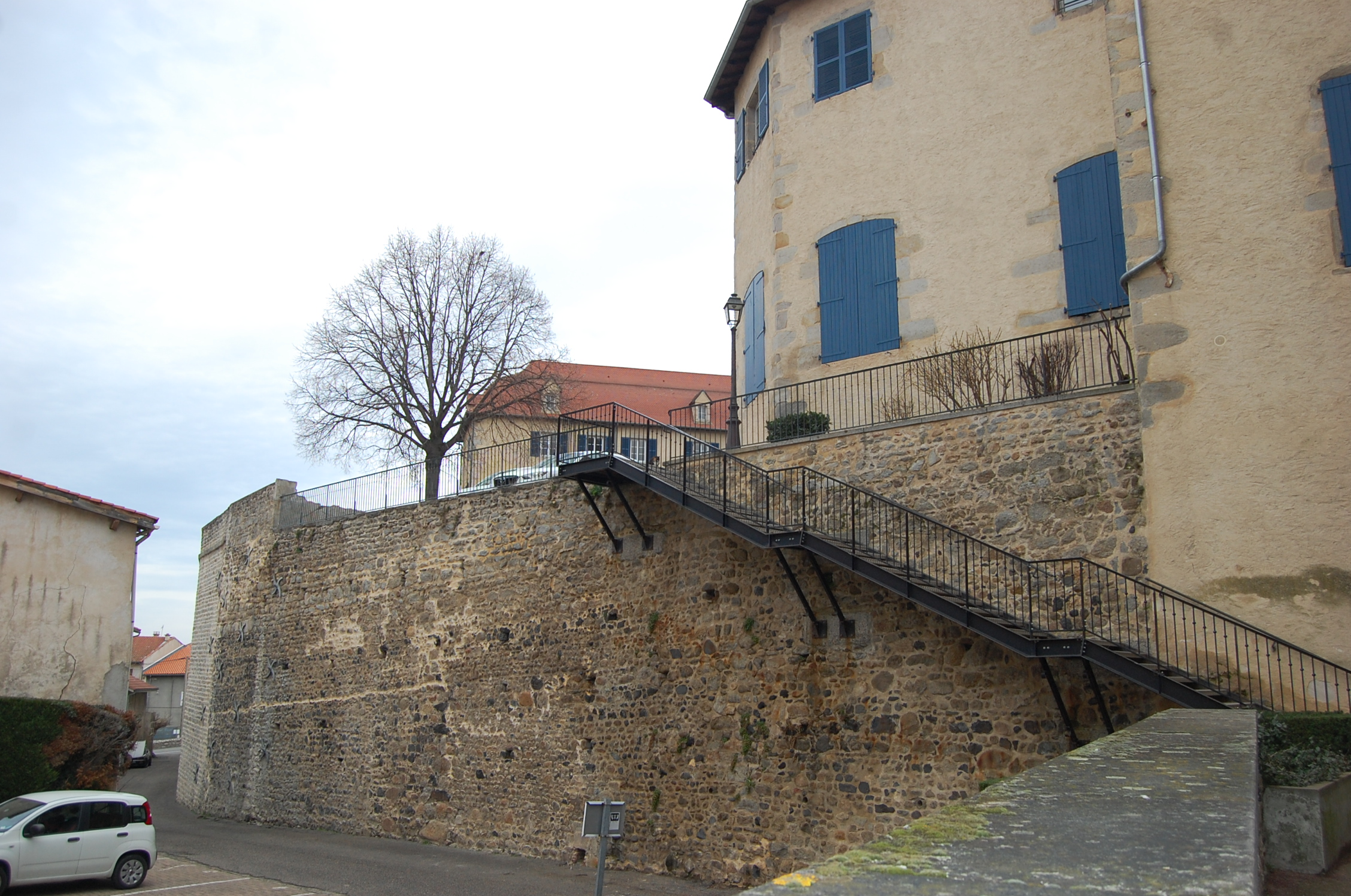